# Боргин
Боргин (на фарьорски: Slættaratindur) е връх, разположен на остров Стреймой, Фарьорски острови, Дания. Височината му е 642 m н.в.